# Malaqueijo
Malaqueijo is een plaats (freguesia) in de Portugese gemeente Rio Maior en telt 700 inwoners (2001).